# Ультиматум Борна
«Ультиматум Бо́рна» (англ. The Bourne Ultimatum) — остросюжетный боевик 2007 года, шестой полнометражный фильм режиссёра Пола Гринграсса. Хотя он имеет общее название с романом Роберта Ладлэма «Ультиматум Борна» 1990 года, его сюжет совершенно другой. Сценарий был написан Тони Гилроем, Скоттом З. Бернсом и Джорджем Нолфи и основан на экранизации романа Гилроя. «Ультиматум Борна» — третья часть серии фильмов о Джейсоне Борне, после «Идентификации Борна» (2002) и «Превосходства Борна» (2004). Четвёртый фильм, «Эволюция Борна», был выпущен 10 августа 2012 года без участия Мэтта Деймона, а пятый фильм (прямое продолжение «Ультиматума»), «Джейсон Борн», вышел в прокат 29 июля 2016 года.
Мэтт Деймон повторяет свою роль характерного персонажа Ладлэма, бывшего наёмного убийцы ЦРУ и страдающего Диссоциативной амнезией Джейсона Борна. В фильме Борн продолжает поиски информации о своём прошлом до того, как он стал частью операции «Тредстоун» и стал мишенью аналогичной программы по убийству.
«Ультиматум Борна» был спродюсирован «Universal Pictures» и вышел в прокат 3 августа 2007 года, собрав в мировом прокате в общей сложности 444,1 миллиона долларов, став на тот момент самым кассовым фильмом Мэтта Деймона с ним в главной роли. Фильм получил всеобщее признание критиков, которые сочли его лучшим фильмом в серии. Он был выбран Национальным советом по рецензированию как один из десяти лучших фильмов 2007 года и получил все 3 номинации на 80-ю премию «Оскар»: «Лучший монтаж», «Лучший звук» и «Лучший звуковой монтаж».

## Сюжет
Джейсон Борн пытается скрыться в Москве от преследования милиционеров и ночью вламывается в аптеку, чтобы обработать рану, но там его находят двое милиционеров. Обезоружив одного из них, Борн щадит второго и уходит. Затем агент приезжает в Париж, где находит брата Марии и рассказывает о её убийстве.
Тем временем, журналист Guardian Саймон Росс ведёт расследование дела Джейсона Борна. В Турине Росс встречается с человеком, который знает всё про Борна. Тот втайне рассказывает ему про секретную операцию «Блэкбрайар», которая является продолжением и развитием проекта «Трэдстоун»; незадачливый Росс рассказывает об этой детали своему редактору по телефону. ЦРУ перехватывает его звонок и, услышав название сверхсекретной операции, решает, что Росс представляет большую опасность. Ноа Воусен, заместитель директора ЦРУ, приказывает установить за Россом постоянную слежку, чтобы выяснить, кто его информатор. Тем временем Борн, прочитав в газете статью про себя, назначает Россу встречу на вокзале «Ватерлоо» в Лондоне. Борн заранее понимает, что за Россом уже следят и прослушивают, поэтому ведёт себя конспиративно. Поначалу ему удается спасти Росса от нападения агентов, но в последний момент он всё-таки показывает своё лицо камере видеонаблюдения. Воусен видит Борна и Росса вместе и, решив, что Борн и есть информатор, приказывает «спецу»-киллеру Пасу убить обоих. Росс, нарушая приказ Борна, выбегает из укрытия и тут же получает пулю в голову из снайперской винтовки.
Борн забирает все вещи Росса и по ним выходит на Нила Дэниелса, главу отделения ЦРУ в Мадриде. Тем временем Памела Лэнди приходит к выводу, что Борн никак не может являться информатором Росса, так как, по разговору журналиста с редактором, он собирался встретиться с информатором в Турине. Проверив телефоны сотрудников, аналитики приходят к выводу, что информатором был Дэниелс. Агенты в Мадриде отправляются на его квартиру, но Борн прибывает туда первым и обезвреживает их. Самого Дэниелса он там не обнаруживает, но зато встречает свою бывшую связную Ники Парсонс, которую перевели из Берлина. Испытывая к Джейсону некоторые чувства, Ники решает помочь Борну и бежать с ним, пока не прибыло подкрепление. Борн звонит в полицию и сообщает, что слышал выстрелы и крики рядом с квартирой Дэниелса, для убедительности сделав несколько выстрелов в стену. Прибывшее подкрепление ЦРУ задерживают местные полицейские.
Сам Нил Дэниелс уезжает в Танжер. Он ожидает, когда в местный банк поступят его средства. Воусен посылает «спеца» Дэша Буксани убить Дэниелса. В нужный момент счет Дэниелса «размораживают» и тот, ничего не подозревая, отправляется в банк. Борн пытается предотвратить смерть Дэниелса, но не успевает. Поняв, что Борн и Парсонс там же и действуют заодно, Воусен приказывает «спецу» убить обоих. Лэнди категорически против этого. Борну же в долгом единоборстве удаётся убить Дэша и сообщить от его имени в ЦРУ, что задание якобы выполнено, и обе цели мертвы, таким образом выиграв время. Ники, сменив прическу, уезжает, а Борн продолжает своё расследование.
Вскоре ЦРУ перехватывает звонок Борна Памеле Лэнди, в котором он даёт понять, что находится в Нью-Йорке, причём недалеко от отделения. Воусен приказывает оцепить близлежащие кварталы. Лэнди сообщает Борну его настоящее имя — Дэвид Уэбб — и дату рождения, которая на самом деле оказывается шифровкой. Лэнди получает СМС-сообщение от Борна, которое тут же перехватывается. В сообщении Борн назначает Памеле встречу на одной из площадей Нью-Йорка. Туда отправляются все местные спецподразделения, но это оказывается отвлекающим манёвром: в действительности Борн в это время проникает в кабинет Воусена и крадёт оттуда все документы, связанные с ним самим и операцией «Блэкбрайар». Борна преследует группа агентов и «спец» Пас. В ходе автопогони Борн выживает, а спец оказывается тяжело контужен. Борн целится в него, но не стреляет. Отбившись от преследования, он встречается с Памелой по адресу, указанному в шифровке. Это адрес клиники, где проводилась подготовка агентов «Тредстоуна», в том числе и самого Джейсона. Борн передаёт документы Лэнди, и она по факсу отправляет все документы в прессу.
Последним делом Борн посещает доктора Альберта Хёрша, который разработал программу подготовки агентов. Встреча с ним помогает Борну вспомнить всё. Оказывается, капитан Дэвид Уэбб сам добровольно принял решение стать Джейсоном Борном — профессиональным убийцей, работающим на ЦРУ. Джейсон вздыхает с облегчением от того, что наконец восстановил память, но решает не убивать Хёрша, объясняя это тем, что он «не заслужил памятной звезды почёта в Лэнгли».
Тем временем агенты врываются в здание и преследуют Борна. Вместе с ними и выживший Пас. Когда Борн прорвался на крышу, «спец» поймал его на прицел. Борн пытается его образумить, напоминая о морали и милосердии. Пас решает прислушаться и опускает оружие. Воусен, понимая, что его конец близок, решает сам расправиться с Борном. Он стреляет в Джейсона в тот момент, когда тот прыгает с крыши 10-этажного дома в реку.
Спустя несколько дней Ники Парсонс смотрит новости по телевизору, в которых сообщается, что проект «Блэкбрайар» разоблачен, Хёрш и Воусен арестованы, а о судьбе Джейсона Борна ничего не известно. «Он упал в реку с высоты 10-го этажа, однако трёхдневные поиски тела так ни к чему и не привели». Ники улыбается, понимая, что Борну удалось выжить. В последнем кадре показывают Борна, уплывающего под водой с места падения.

## В ролях
| Актёр           | Роль                                       |
| --------------- | ------------------------------------------ |
| Мэтт Деймон     | Джейсон Борн (настоящее имя Дэвид Уэбб)    |
| Дэвид Стрэтэйрн | Ноа Воусен                                 |
| Джоан Аллен     | Памела Ленди                               |
| Джулия Стайлз   | Ники Парсонс                               |
| Пэдди Консидин  | Саймон Росс                                |
| Альберт Финни   | Доктор Альберт Хирш                        |
| Скотт Глен      | Эзра Креймер                               |
| Колин Стинтон   | Нил Дэниелс                                |
| Джоуи Анса      | Деш Буксани                                |
| Эдгар Рамирес   | Пас                                        |
| Том Галлоп      | Том Кронин                                 |
| Кори Джонсон    | Уиллс                                      |
| Скотт Эдкинс    | агент Кайли                                |
| Даниэль Брюль   | Мартин Кройц                               |
| Дэн Фреденбёрг  | Джимми                                     |
| Брайан Ринтс    | техник                                     |
| Франка Потенте  | Мари Кройц (хроника; флешбэк-сцены)        |
| Брайан Кокс     | Ворд Эбботт (хроника; озвучка / на фото)   |
| Крис Купер      | Александр Конклин (хроника; флешбэк-сцены) |

## Прокат
В Латвии, Нигерии и на Тайване фильм вышел в кинопрокат 10 августа 2007 года, в Казахстане, Новой Зеландии и в России — 23 августа 2007 года, в Норвегии, Панаме и Вьетнаме — 14 сентября 2007 года.

## Кинокритика и кассовые сборы
Фильм крайне положительно оценён кинокритиками — его рейтинг на сайте Rotten Tomatoes составляет 93 % (средний балл — 8/10).
Также картина пользовалась значительным успехом в прокате: при бюджете в 110 млн долларов общемировые кассовые сборы составили 444 млн долларов.

## Номинации и награды

### Награды
- Премия «Оскар»
  - 2008 — Лучший звук
  - 2008 — Лучший монтаж
  - 2008 — Лучший монтаж звука
- Премия BAFTA
  - 2008 — Лучший звук
  - 2008 — Лучший монтаж
- Премия Гильдии киноактёров
  - 2008 — Лучший каскадёрский ансамбль в фильмах

### Номинации
- Премия «MTV Movie Awards»
  - 2008 — Лучший актёр «Мэтт Деймон»
  - 2008 — Лучшая драка
- Премия BAFTA
  - 2008 — Лучший режиссёр
  - 2008 — Лучшая операторская работа
  - 2008 — Лучшие визуальные эффекты
  - 2008 — Лучший британский фильм
- Премия «Кинонаграды Mtv-Россия»
  - 2008 — Лучший иностранный фильм

## Продолжение
В четвёртом фильме борнианы, связанном с историей Джейсона Борна лишь косвенно, главным действующим лицом являлся другой агент ЦРУ. Это было связано с тем, что Мэтт Дэймон отказывался сниматься в фильмах франшизы в отсутствие режиссёра Пола Гринграсса, поставившего два последних фильма оригинальной трилогии. Однако 15 сентября 2014 года Мэтт Дэймон и Пол Гринграсс дали согласие на участие в новом фильме, продолжающем сюжетную линию фильма «Ультиматум Борна». Фильм, поставленный Полом Гринграссом, получил название «Джейсон Борн» и вышел на экраны в США 29 июля 2016 года. Авторами сценария выступили Пол Гринграсс и Кристофер Раус.